# Контрим, Болеслав Владиславович

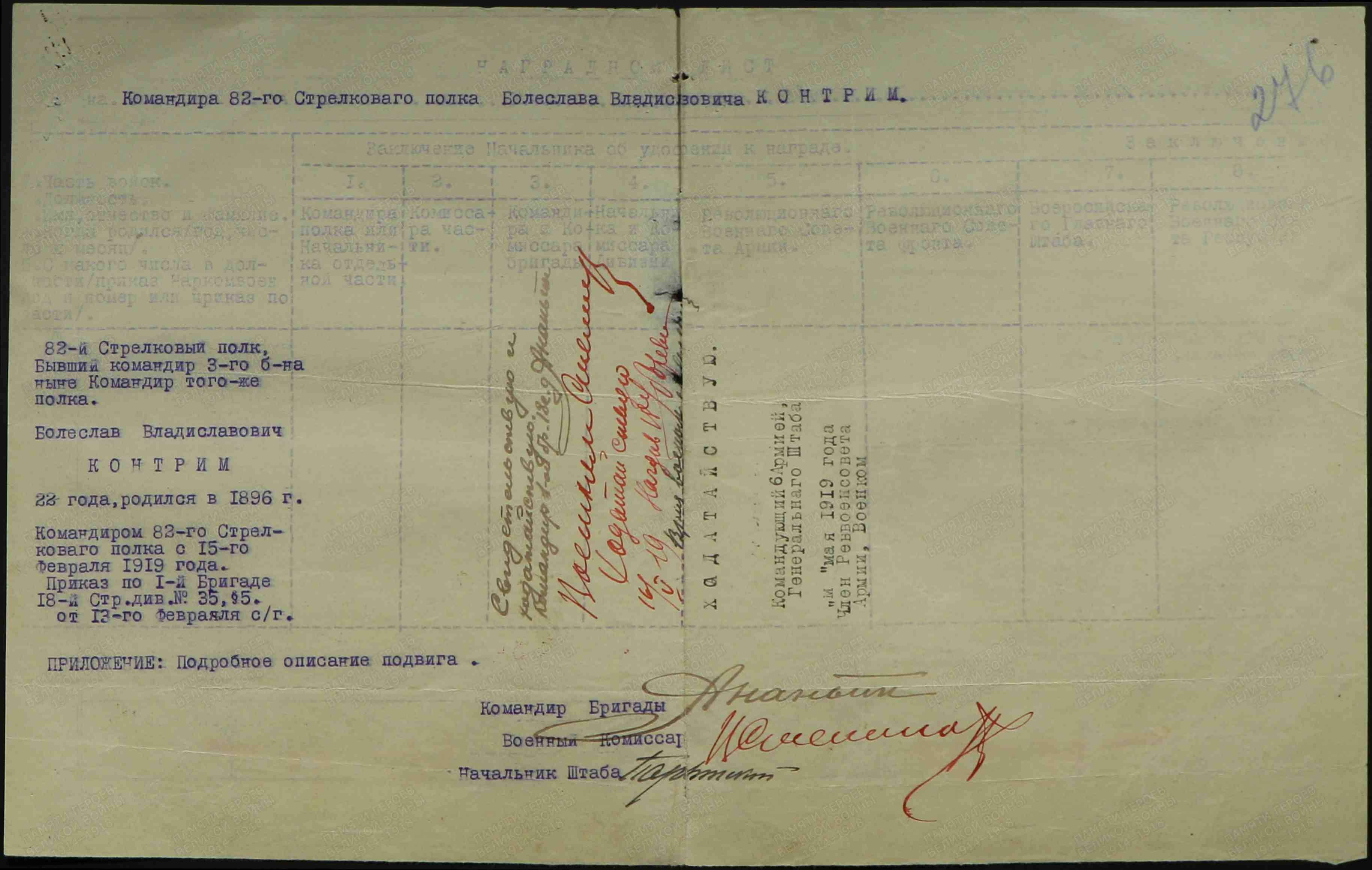
Контрим Б. В., наградной лист

Болеслав Владиславович Контрим (27 августа 1898, Затурцы — 20 января 1953, Варшава) — офицер армии Российской империи, участник Гражданской войны, трижды краснознамёнец (1919, 1921, 1921), агент польской разведки, польский полицейский, участник Второй мировой войны, офицер Армии Крайовой.

## Биография
Болеслав Контрим родился 27 августа 1898 года в селе Затурцы Луцкого уезда в семье офицера российской армии. Во время Первой мировой войны в 1915 году Контрим окончил Ярославский кадетский корпус и Саратовское военное училище, участвовал в боях, дослужился до звания поручика.
В 1918 году Контрим пошёл на службу в Рабоче-крестьянскую Красную Армию. Участвовал в боях Гражданской войны, будучи командиром 82-го стрелкового полка, 28-й стрелковой бригады. Участвовал в боях на Северном и Юго-Западном фронтах, подавлении крестьянского восстания на Тамбовщине под предводительством Александра Антонова.
Приказом Революционного Военного Совета Республики № 90 от 8 июня 1919 года командир полка Болеслав Контрим был награждён первым орденом Красного Знамени РСФСР.
Приказом Революционного Военного Совета Республики № 353 в 1921 году командир полка Болеслав Контрим вторично был награждён орденом Красного Знамени РСФСР.
Приказом Революционного Военного Совета Республики № 351 в 1921 году командир бригады Болеслав Контрим в третий раз был награждён орденом Красного Знамени РСФСР.
После окончания Гражданской войны Контрим перешёл на службу в военную разведку. В октябре 1922 года окончил Военную академию РККА (впоследствии — Военная академия имени М. В. Фрунзе).
В феврале 1922 года тайно вступил в контакт с военным атташе Польши в Москве, полковником Ромуальдом Воликовским, и передавал ему разведывательную информацию о РККА. Вскоре, почувствовав угрозу разоблачения, Контрим отправил за границу свою мать, супругу, двухлетнего сына, а затем, инсценировав свою смерть, сам бежал из СССР в декабре 1922 года, нелегально перейдя советско-польскую границу.
В Польше Контрим служил офицером полиции, в Западной Белоруссии и в Люблине. Перед началом Второй мировой войны комиссар полиции Болеслав Контрим был начальником Виленского воеводского следственного управления.
В годы войны участвовал в боях во Франции, Норвегии, Польше. После прохождение спецподготовки в Великобритании Контрим участвовал в подпольном Сопротивлении в Польше в рядах Армии Крайовой. Участник Варшавского восстания лета-осени 1944 года, после подавления которого оказался в немецком лагере военнопленных. В апреле 1945 года сумел бежать. В Польшу вернулся лишь в июне 1947 года. Проживал в Варшаве, работал в промышленности.
13 октября 1948 года Контрим был арестован органами госбезопасности ПНР. 9 октября 1952 года Верховный суд ПНР утвердил приговор Воеводского суда в Варшаве, приговорившего Болеслава Контрима по обвинению в «преступлениях», совершенных им во время службы в полиции довоенной Польши и за «антигосударственную деятельность» во время Второй мировой войны к смертной казни. 2 января 1953 года Контрим был повешен. Посмертно реабилитирован 3 декабря 1957 года..
Брат Болеслава Константин также был командиром РККА, позднее — генерал-майор, с 1943 года — в Народном Войске Польском.

## Награды
- Был также награждён польскими орденами «Крест Храбрых» и «Virtuti Militari» 5-го класса[1].